# Autosome
Un autosome est un chromosome non sexuel (par opposition au gonosome qui lui en est un).
Les autosomes sont formés de paires dont les membres ont la même forme, mais diffèrent des autres paires dans une cellule diploïde, alors que les membres d'une paire de gonosomes peuvent différer l'un de l'autre et ainsi déterminer le sexe.
La plupart des chromosomes d'un génome sont autosomes.

## ADN autosomal
L'« ADN autosomal » ou « ADN autosomique » (dont l'abréviation est « ADNa ») est le nom donné à la séquence d'ADN porté par les autosomes. 
Grâce à d'importants progrès et gains de rendement dans le séquençage de l'ADN et l'informatisation du code génétique, l'étude globale de l'ADN autosomal a pris aujourd'hui une grande importance pour une nouvelle génération d'études génétiques dans certains domaines, comme en génétique des populations ou en paléogénétique. L'ADN autosomal permet de comparer globalement et précisément des génomes presque entiers, de déterminer leurs degrés de parenté et de déterminer des pourcentages de mélange génétique entre populations sans avoir forcement besoin d'un grand nombre d'échantillons des populations étudiées. Ce qui représente un progrès révolutionnaire par rapport aux anciennes méthodes fondées seulement sur l'ADN uniparental (l'ADN du chromosome Y et l'ADN mitochondrial, fournissant les marqueurs des haplogroupes) beaucoup plus restreint et peu représentatif du génome entier,. Auparavant, l'ADN autosomal était étudié surtout de manière plus ciblée (sur certains gènes) ou plus globalement par l'étude du polymorphisme des microsatellites notamment.

## Chez l'Homme
Chez l'être humain, les cellules somatiques comptent 23 paires de chromosomes dont 22 paires d'homologues, dits autosomes, numérotés de 1 à 22. L'ADN autosomal humain représente donc la séquence des 22 autosomes de ses cellules somatiques.
A contrario, la dernière paire constitue les deux chromosomes dits sexuels, les gonosomes, déterminant le sexe d'un individu. Un humain de sexe féminin présentera deux chromosomes X homologues, l'un d'eux étant inactivé et se présentant sous une forme condensée appelée corpuscule de Barr. Un humain de sexe masculin présentera un chromosome X et un chromosome Y, qui partagent seulement une petite région homologue (régions pseudo-autosomiques).